# Under the Blade
Under the Blade - debiutancki album amerykańskiego zespołu heavymetalowego Twisted Sister, wydany przez Secret Records 18 września 1982 roku.

## Lista utworów
Wszystkie utwory napisane przez Dee Snidera.
1. "What You Don't Know (Sure Can Hurt You)" - 4:45
2. "Bad Boys (Of Rock 'n' Roll)" - 3:20
3. "Run for Your Life" - 3:28
4. "Sin After Sin" - 3:23
5. "Shoot 'Em Down" - 3:53
6. "Destroyer" - 4:16
7. "Under the Blade" - 4:40
8. "Tear It Loose" - 3:08
9. "Day of the Rocker" - 5:03

## Twórcy
- Dee Snider - wokal
- Eddie "Fingers" Ojeda - gitara prowadząca
- Jay Jay French - gitara rytmiczna, wokal wspomagający
- Mark "The Animal" Mendoza - gitara basowa, wokal wspomagający
- A.J. Pero - perkusja